# Mine (crayon)
Pour les articles homonymes, voir Mine.
 (décembre 2014).
Si vous disposez d'ouvrages ou d'articles de référence ou si vous connaissez des sites web de qualité traitant du thème abordé ici, merci de compléter l'article en donnant les références utiles à sa vérifiabilité et en les liant à la section « Notes et références ».

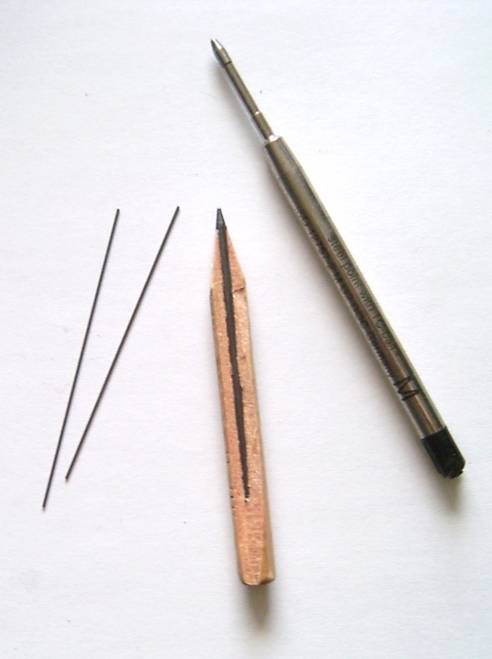
Plusieurs exemples de mines de crayon.

La mine est un mince cylindre, à l’origine de métal (plomb, argent, etc.), aujourd’hui constitué d’un agglomérat de matières minérales, qui laisse sur le papier une trace pour écrire et dessiner. Le mot est issu du gaulois meina désignant un métal brut. Les mines sont utilisées dans les crayons graphite, les crayons de couleur et les porte-mines. 

## Histoire
Les premiers « crayons », dès l'époque romaine,   utilisaient une mine en plomb (ou en argent). Le plomb, malléable, s’utilise directement sur tout support (papyrus, parchemin, papier, bois), tandis que la mine d’argent nécessite une préparation préalable.
À partir du Moyen Âge, le crayon en plomb remplace la plume et l'encre pour l'écriture rapide et demeure utilisé jusqu'au XIXe siècle. On utilise un alliage de plomb (2/3) et d'étain (1/3). Sa tendreté a fait son succès jusqu'à ce que le graphite démontre les mêmes qualités.
Cet alliage étant friable, dès cette époque on le renforce en le maintenant dans une sorte de porte-mine métallique, puis on l'entoure de bois : le crayon est né.
Le plomb va être concurrencé par la « plombagine » à la suite de la découverte en Angleterre d'un site d'extraction de graphite très pur (longtemps considéré comme du minerai de plomb, d'où le nom de plombagine).
Un amalgame efficace entre du graphite moins pur en poudre et de l'argile, mis au point par Joseph Hardtmuth puis Nicolas-Jacques Conté, a remplacé la plombagine. Cet amalgame assemblé par de la colle est roulé en petit tube soudé par frittage. On l'entoure de bois de tilleul, d'épicéa ou de cèdre pour les beaux crayons. 
L'amélioration de ce matériau par Lothar von Faber (de) a permis l'élaboration d'une large gamme de duretés.
Il y a quelques années[évasif], la société Conté a inventé une mine en matière plastique, donc difficile à casser.

## Composition
Les mines noires sont appelées mines graphite. Ces mines sont composées d'une poudre de carbone tel que le graphite et d'un liant. Le liant peut être un polymère organique on parle alors de mine polymère ou d'argile (kaolin et bentonite) on parle alors de mine céramique. 
Les mines de couleur sont composées d'une poudre de pigments et d'un liant.

## Fabrication
La mine graphite est réalisée à partir d'un mélange de graphite en poudre combiné à un mélange d'argile en présence d'eau.
La pâte est séchée, puis cuite vers 1 200 °C.
Les pigments des mines de couleur sont sensibles aux températures élevées, elles ne sont donc pas cuites mais étuvées, et renforcées avec d'autres liants.
Les mines sont ensuite collées dans les rainures d'une planchette en bois, puis recouvertes d'une deuxième planchette rainurée collée sur la première. Les plaquettes sont ensuite débitées et façonnées en crayons.
Les mines à usage artistique (dessin) ne sont pas systématiquement incorporées dans un crayon à papier. De fort diamètre, elles peuvent être tenues à la main ou dans un porte-mine adapté. Les « mines de plomb » sont revêtues d’une gaine de matière plastique. Certaines mines, généralement appelées craies, sont de section carrée.

## Dureté
La dureté des mines graphite est définie par l’échelle suivante :
|      |      |      |    |    |    |    |    |         |         |         |         |    |    |    |    |    |        |        |        |
| 9H   | 8H   | 7H   | 6H | 5H | 4H | 3H | 2H | H       | F       | HB      | B       | 2B | 3B | 4B | 5B | 6B | 7B     | 8B     | 9B     |
| Dure | Dure | Dure | →  | →  | →  | →  | →  | Moyenne | Moyenne | Moyenne | Moyenne | →  | →  | →  | →  | →  | Tendre | Tendre | Tendre |

- H (hard) : dure (ou sèche) ;
- B (black) : tendre (ou grasse) ;
- HB (hard black) : moyenne ;
- F (fine point) : fine. Il s’agit du milieu de l’échelle, HB étant un peu plus tendre.

La dureté augmente de 6B à 9H et la densité (noirceur) du trait augmente de 9H à 6B. Une mine dure est sèche, précise et durable, mais manque de noirceur ; une mine tendre est grasse et a une bonne noirceur, mais s’use rapidement.
L’utilisateur d’un crayon ou d'un porte-mine choisit le type de mine graphite en fonction de l’usage auquel il le destine : 
| Dureté | Dessin technique | Écriture | Dessin artistique |
| ------ | ---------------- | -------- | ----------------- |
| 9H     | Oui              | Non      | Non               |
| 8H     | Oui              | Non      | Non               |
| 7H     | Oui              | Non      | Non               |
| 6H     | Oui              | Non      | Non               |
| 5H     | Oui              | Non      | Non               |
| 4H     | Oui              | Non      | Non               |
| 3H     | Oui              | Non      | Non               |
| 2H     | Oui              | Non      | Non               |
| H      | Oui              | Oui      | Non               |
| F      | Oui              | Oui      | Non               |
| HB     | Non              | Oui      | Oui               |
| B      | Non              | Oui      | Oui               |
| 2B     | Non              | Non      | Oui               |
| 3B     | Non              | Non      | Oui               |
| 4B     | Non              | Non      | Oui               |
| 5B     | Non              | Non      | Oui               |
| 6B     | Non              | Non      | Oui               |
| 7B     | Non              | Non      | Oui               |
| 8B     | Non              | Non      | Oui               |
| 9B     | Non              | Non      | Oui               |